# Georges Kiefer
Pour les articles homonymes, voir Kiefer.
Georges Kiefer, alias « commandant François », né 26 septembre 1893 à Brumath et mort le 10 juillet 1970 à Strasbourg, est un résistant français, chef des Forces françaises de l'intérieur du Bas-Rhin pendant la Seconde guerre mondiale.

## Biographie
Georges Kiefer est le fils de Jean Kiefer, boucher et de Marguerite Lapp. Le 19 juin 1924, à Brumath, il épouse Marguerite Christine Lorentz puis le 28 janvier 1963 à Strasbourg, en secondes noces, Élisabeth Murer.
Il travaille, à Strasbourg, à l'école de chauffeurs où il est maître mécanicien. Ayant été amputé du bras droit, il est surnommé « Le Manchot ».

### Au sein de la résistance
Après l'annexion de fait de l'Alsace, il s'engage très rapidement dans la Résistance. Il prend le pseudonyme de « François ». Il s'investit notamment dans les filières d'évasions comme celles de Charles Bareiss, René Brecheisen et Joseph Seger.
Au cours de l'année 1943, il adhère à la  Septième colonne d'Alsace (réseau Martial) comme agent de renseignements. Il effectue des missions en Allemagne et transmet les informations recueillies au capitaine Jean Eschbach et au commandant Marcel Kibler.

### Responsable des Forces françaises de l'intérieur (FFI) du Bas-Rhin
En juin et juillet 1944, ses amis Monsieur et Madame Grosskost mettent à sa disposition le chalet où ont lieu les deux réunions de Grendelbruch qui organisent les Forces françaises de l'intérieur (FFI) pour la libération de l'Alsace et auxquelles il participe. À la suite de ces réunions, il est nommé responsable des FFI du Bas-Rhin avec le grade de commandant. Il prend, comme chef d'état-major, Frédéric Matter, directeur général de la brasserie du Pêcheur à Schiltigheim.
Georges Kiefer, divise son département en douze secteurs (Barr, Benfeld, Haguenau, Illkirch-Graffenstaden, Molsheim, Niederbronn-les-Bains, Obernai, Saverne, Sélestat, Wissembourg, Strasbourg-Ville et Strasbourg-Campagne) eux-mêmes divisés en 37 sous-secteurs. Les unités FFI mobilisées sont composées de combattants beaucoup plus âgée que dans les autres départements français car les jeunes ont été incorporés de force . Mais la présence de nombreux anciens de la Première Guerre mondiale, formés au maniement des armes et ayant déjà connu l'épreuve du feu, combinée aux évadés de la Wehrmacht, souvent ayant combattu sur le front de l'Est, en font des unités expérimentées très appréciées des alliés et de l'armée française.
Le 23 novembre 1944, Georges Kiefer mobilise les FFI pour la Libération de Strasbourg par la 2e DB. Il dirige les actions des FFI qui aident la division à réduire les poches de résistance allemande et maintiennent l'ordre en attendant l'installation des instances gouvernementales.
Après la libération du Camp de concentration de Natzweiler-Struthof, l'état major du général de Lattre lui demande de superviser ce lieu où sont maintenant détenus les prisonniers civils allemands, les collaborateurs… Avec Jean Eschbach, nommé responsable du camp par Marcel Kibler, il met fin aux exactions revanchardes sur les prisonniers.
En janvier 1945, dans le cadre de l'opération Nordwind, les Allemands tentent de reprendre Strasbourg évacuée par les Américains. En accord avec le général Schwartz, gouverneur militaire de Strasbourg et commandant la 10e région militaire, et Marcel Kibler, Georges Kiefer refuse d'évacuer la ville et décide de tenir jusqu'à l'arrivée de l'armée française.
Il déploie ses hommes le long du Rhin, leur présence trompe les Allemands qui surestime leur nombre et hésitent à réaliser un franchissement en force comme à Gambsheim. Face à cette tête de pont au nord de la ville, il fait venir, en urgence, une compagnie de la vallée de la Bruche sous les ordres du capitaine Jean Eschbach et une autre de Haguenau pour établir une ligne de défense à la Wantzenau. Elles tiennent jusqu'à l'arrivée des troupes françaises puis participent aux combats de Kilstett. Au sud de la ville, ses hommes se battent au côté de la Brigade indépendante Alsace Lorraine. Entre la ville et le Rhin, les FFI neutralisent les patrouilles de reconnaissance qui franchisent le Rhin comme celle qui atteint le parc de l'orangerie dans la nuit du 8 au 9 janvier,.
L'offensive allemande est repoussée. Le 9 février 1945, les Forces françaises de l'intérieur du Bas-Rhin sont dissoutes.

### Après guerre
Après la guerre, Georges Kiefer gère un garage dans le quartier des Quinze à Strasbourg puis exerce la profession de moniteur d'auto-école. Il est membre de l'association des Anciens de la Résistance combattante (ARC) dont il devient le président d'honneur.

## Décorations
- Chevalier de la Légion d'honneur (24 février 1945) avec la citation suivante[3] :

« Kiefer (Georges) chef de bataillon, des forces françaises de l'intérieur, officier commandant les groupements des forces françaises et de l'intérieur du Bas-Rhin, d'un courage exceptionnel et animé d'un patriotisme ardent. A, par son activité incessante et malgré les dangers qu'il courait, su organiser un mouvement de résistance cohérent et décidé. S'est employé pendant quatre années à assurer l'évasion de très nombreux prisonniers alliés et leur passage en France ou en Suisse. S'est en outre particulièrement distingué au cours des journées des 23 et 24 novembre 1944, dans les opérations de libération de la Ville de Strasbourg. »

- Croix de guerre 1939-1945 (6 mars 1945)[3].

## Reconnaissance
- Une rue porte le nom de « Commandant François - Georges Kieffer » à Strasbourg dans le quartier du Neuhof[6].